# Kunio Maekawa
Kunio Maekawa (前川 國男, Maekawa Kunio, 14 de maio de 1905 — 26 de junho de 1986) foi um arquiteto japonês que desempenhou um papel fundamental na introdução e adaptação do modernismo arquitetônico ocidental no Japão pós-guerra.
Kunio Maekawa (1905-1986) foi um arquiteto japonês de destaque, reconhecido por integrar princípios do modernismo ocidental à tradição arquitetônica japonesa. Nascido em Niigata, Maekawa formou-se em arquitetura pela Universidade de Tóquio em 1928. Após a graduação, mudou-se para a França, onde trabalhou no escritório de Le Corbusier, absorvendo influências que moldariam sua abordagem arquitetônica. 

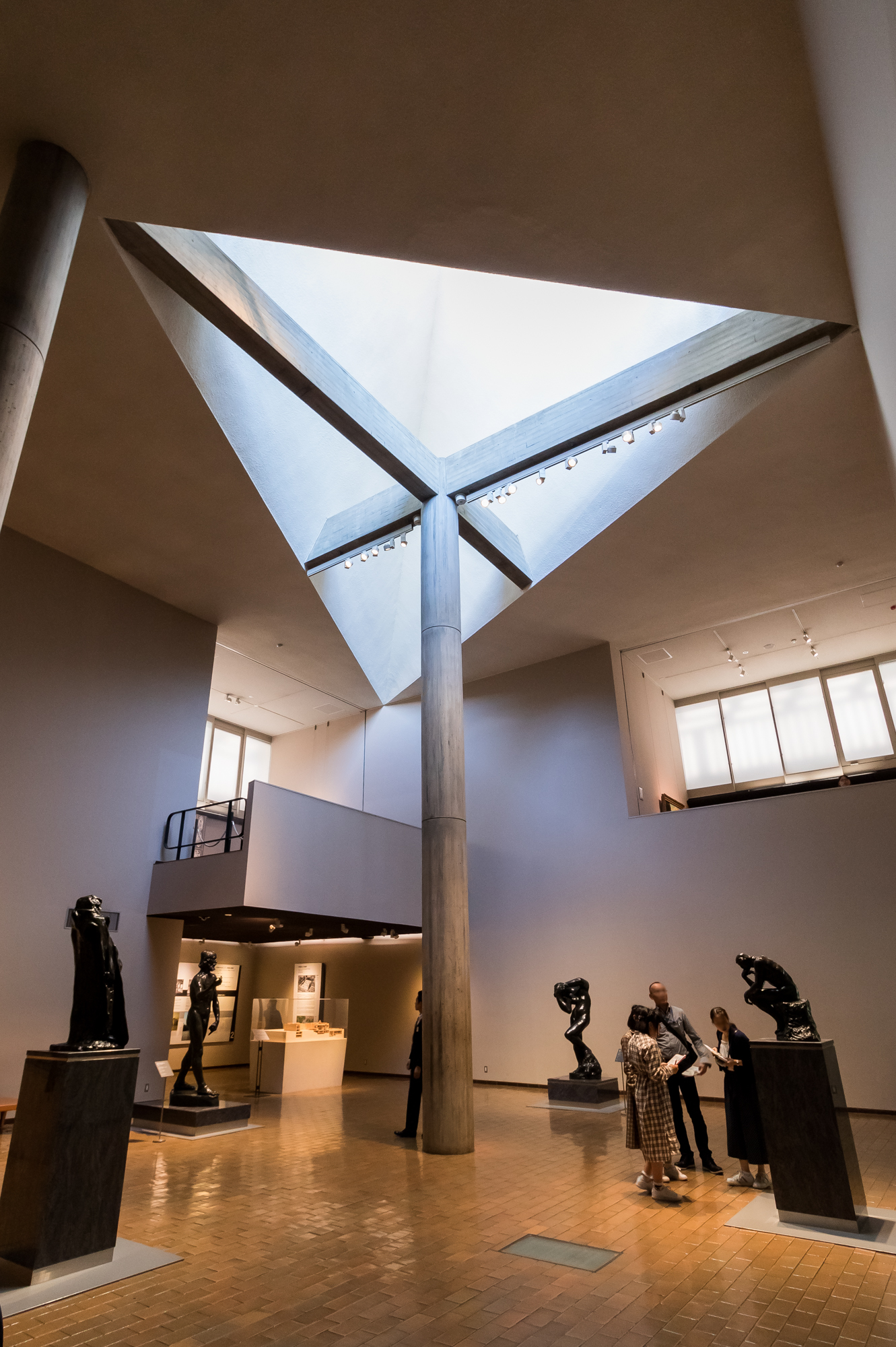

Retornando ao Japão em 1930, Maekawa colaborou com Antonin Raymond antes de estabelecer seu próprio escritório em 1935. Sua residência pessoal, projetada em 1942, exemplifica a fusão de elementos modernos com a estética japonesa tradicional, destacando-se pelo uso inovador de pilotis para criar espaços amplos. 
OBRAS
Entre suas obras notáveis estão a Livraria Kinokuniya (1947), o Tokyo Bunka Kaikan (1961) e o Edifício Tokio Marine & Nichido Fire Insurance (1974). Maekawa também contribuiu para a reconstrução do Japão no pós-guerra, desenvolvendo habitações pré-fabricadas para atender à demanda habitacional da época. 
Principais Obras

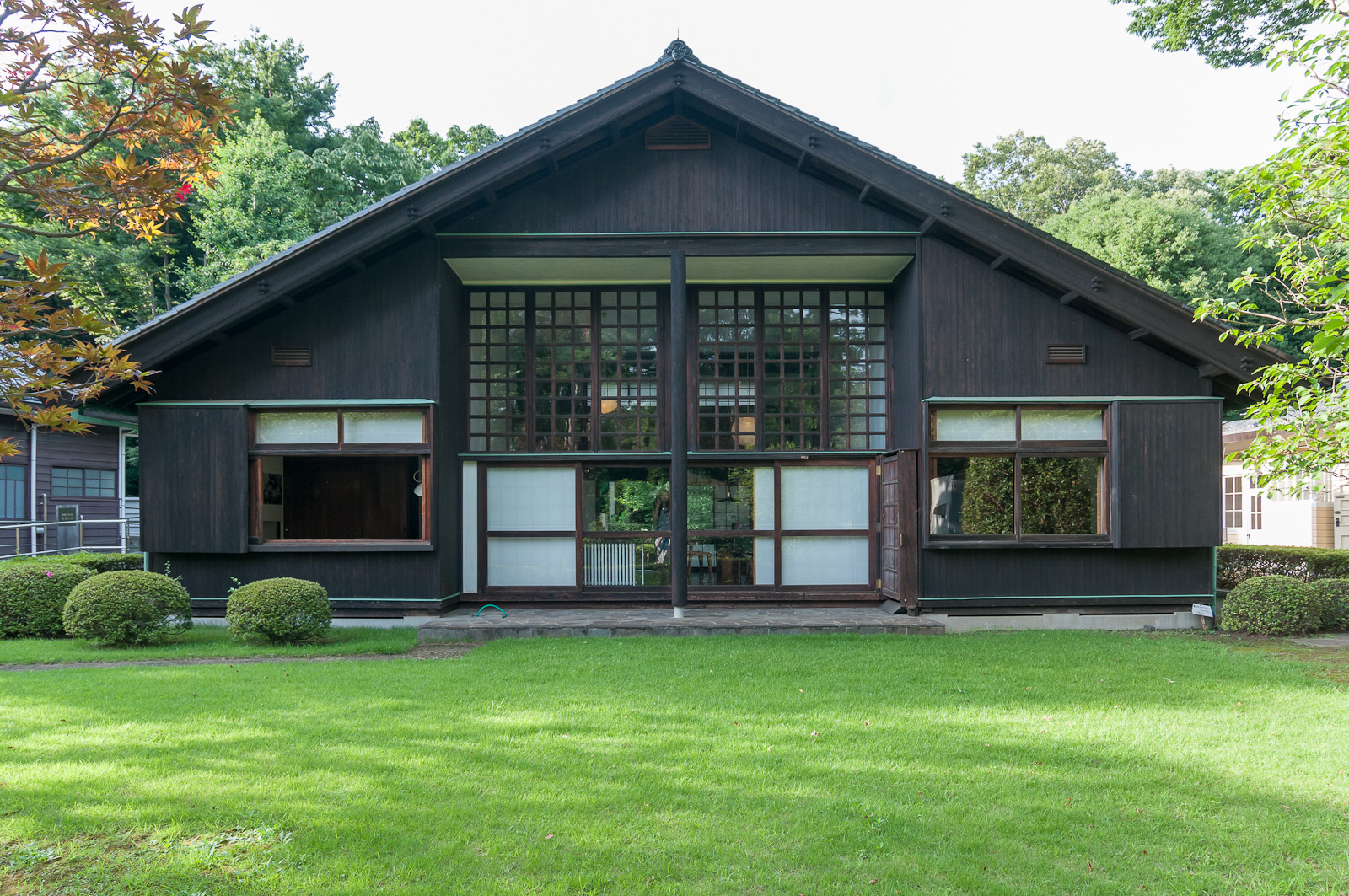
Kunio Maekawa House

	•	Casa Maekawa (1942): Residência pessoal de Maekawa, construída em 1942, que exemplifica a fusão de elementos tradicionais japoneses com o modernismo ocidental. Originalmente situada em Tóquio, a casa foi posteriormente transferida para o Museu Edo-Tokyo de Arquitetura ao Ar Livre, preservando seu design inovador que combina materiais e técnicas de construção japonesas com princípios modernistas.  ￼

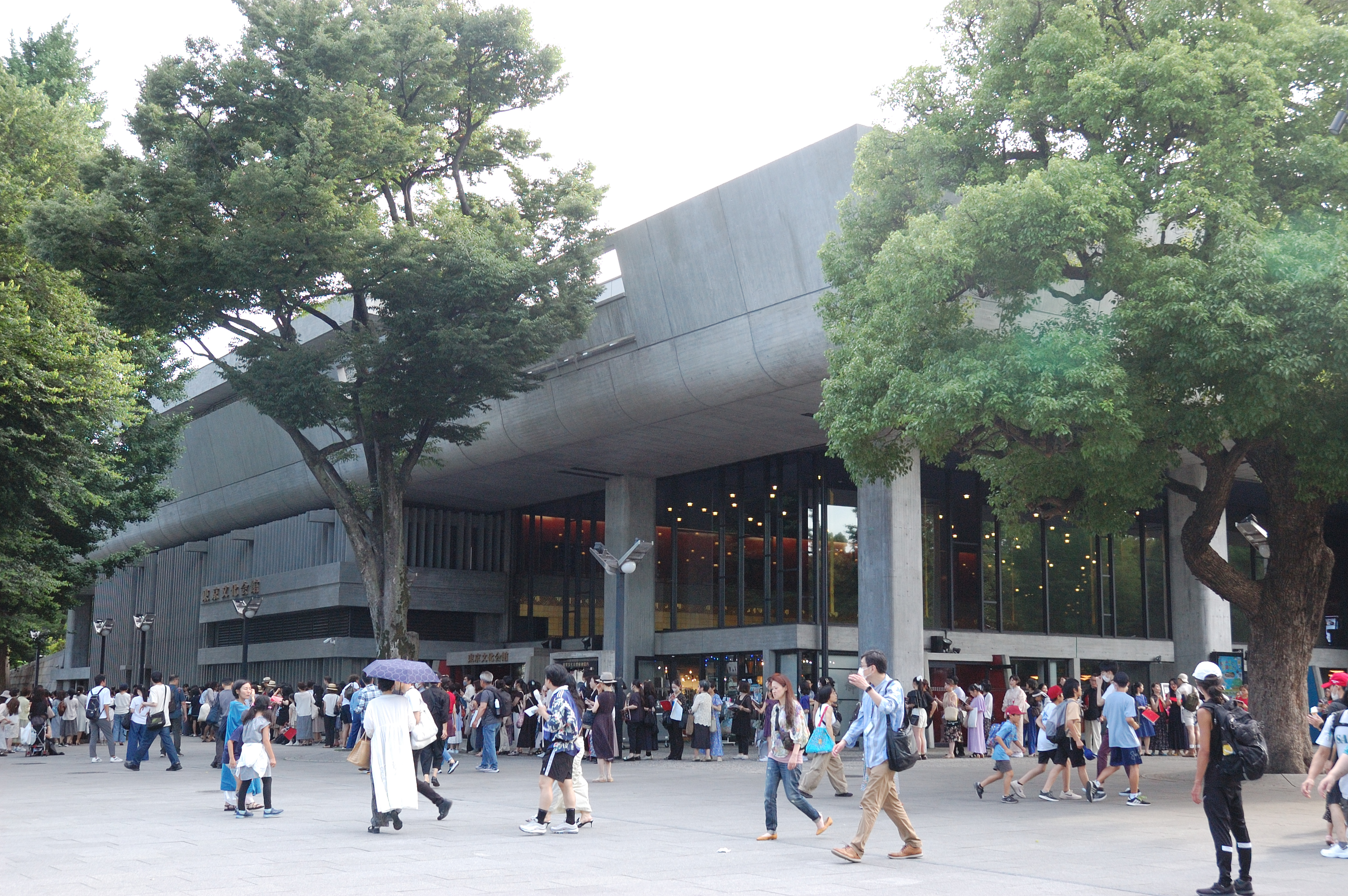

	•	Museu Metropolitano de Arte de Tóquio (1975): Este museu destaca-se pela integração harmoniosa entre forma e função, refletindo a capacidade de Maekawa em adaptar o modernismo ao contexto cultural japonês.  ￼

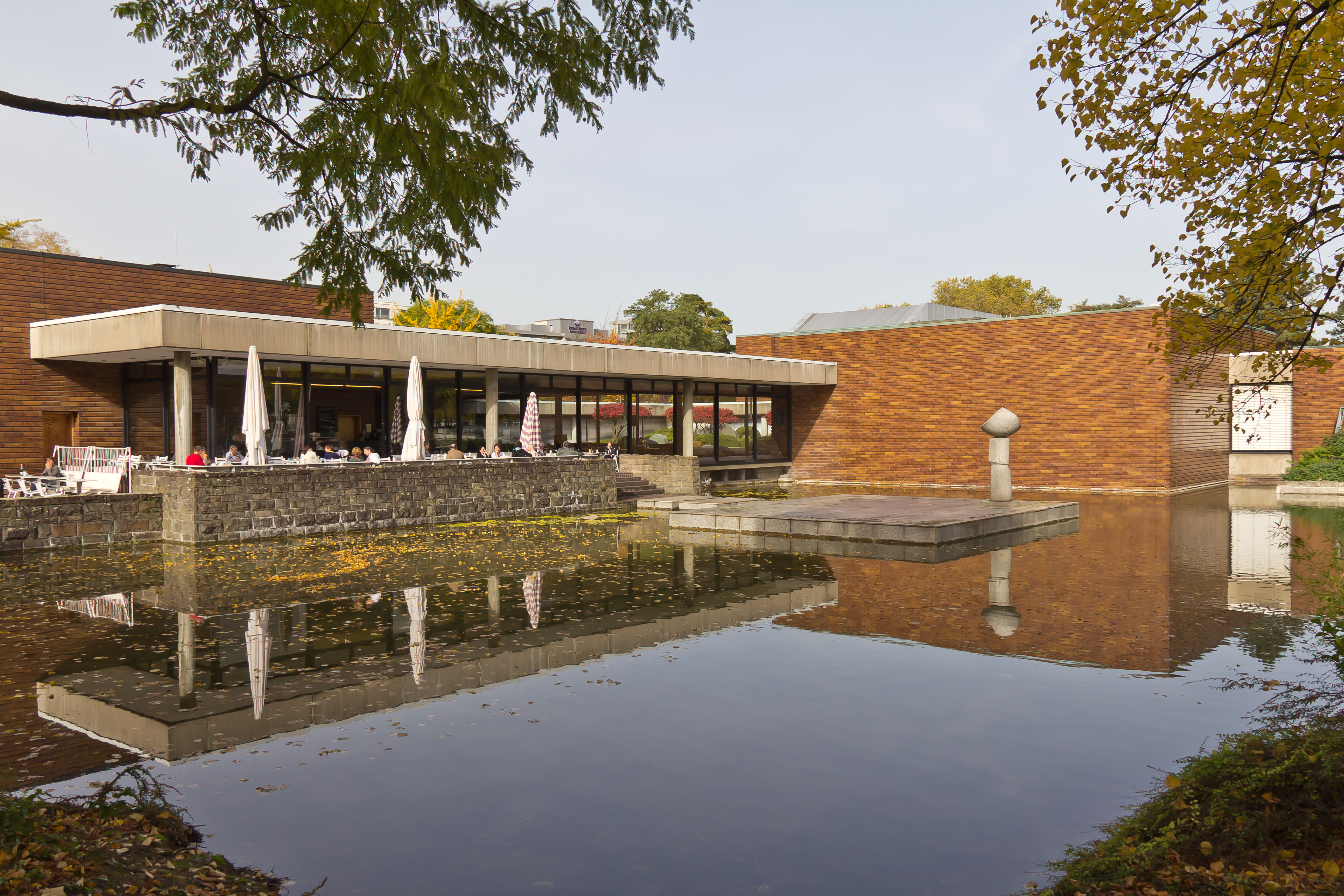

	•	Museu de Arte Asiática de Colônia (1977): Única obra de Maekawa na Europa, este museu na Alemanha combina volumes arquitetônicos interligados, organizados em torno de um pátio central, exemplificando sua habilidade em adaptar o design ao contexto europeu.  ￼

	•	Pavilhão do Aço na Expo ’70 de Osaka (1970): Projeto que exemplifica a capacidade de Maekawa em criar estruturas que refletem a estética industrial e a funcionalidade, destacando-se na exposição mundial de Osaka.  ￼
Através dessas e de outras obras, Kunio Maekawa consolidou-se como uma figura central na arquitetura japonesa do século XX, contribuindo significativamente para a evolução do modernismo no país.
Seu legado perdura na arquitetura japonesa contemporânea, influenciando gerações de arquitetos que buscam harmonizar modernidade e tradição. 

## Biografia
Nascido em Niigata, Maekawa entrou para a Universidade de Tóquio em 1925. Depois de se graduar, em 1928, ele partiu para a França, onde se tornou aprendiz de Le Corbusier. Em 1930, regressou ao Japão e trabalhou com Antonin Raymond, estabelecendo seu próprio escritório em 1935.
A própria residência de Maekawa é considerada seu ponto de partida, na qual ele trouxe a ideia de pilotis dentro da casa, a fim de criar um espaço de dois pavimentos. Porém, a casa original foi desmantelada e transferida para o Museu de Arquitetura ao Ar Livre de Edo–Tóquio.

## Projetos selecionados

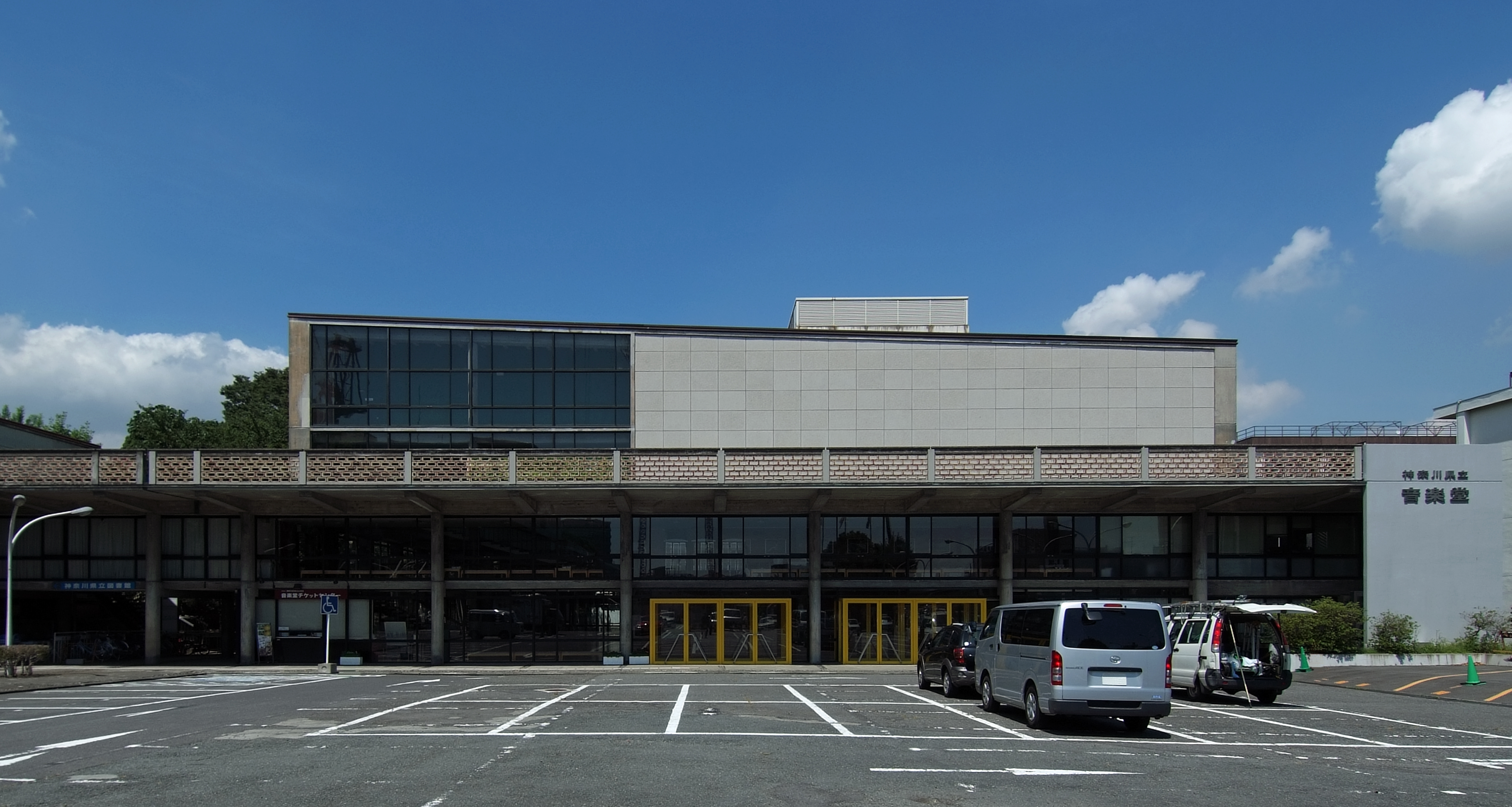
Kanagawa Prefectural Library and Music Hall, Yokohama (1954)
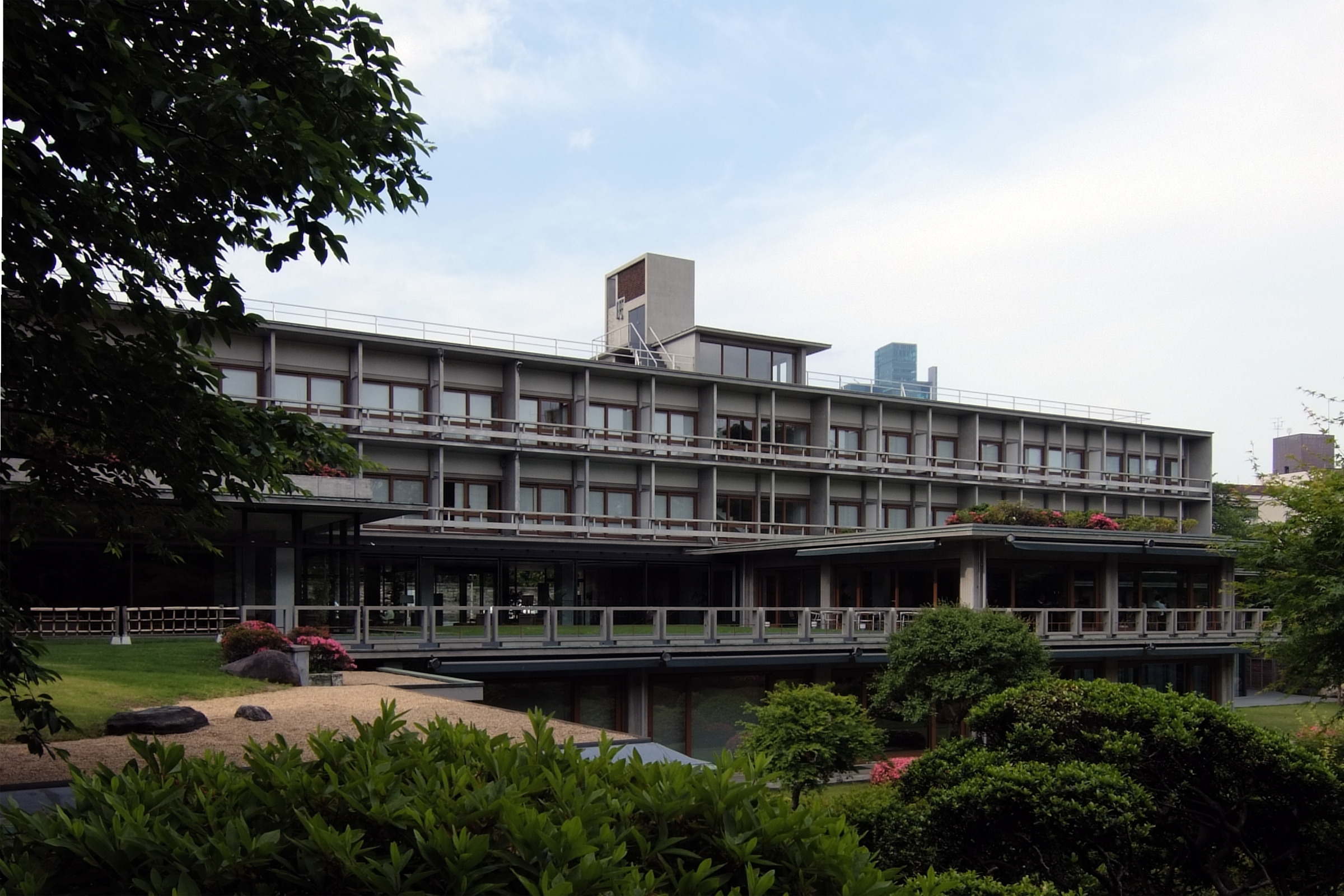
The International House of Japan, Tokyo  (1955)
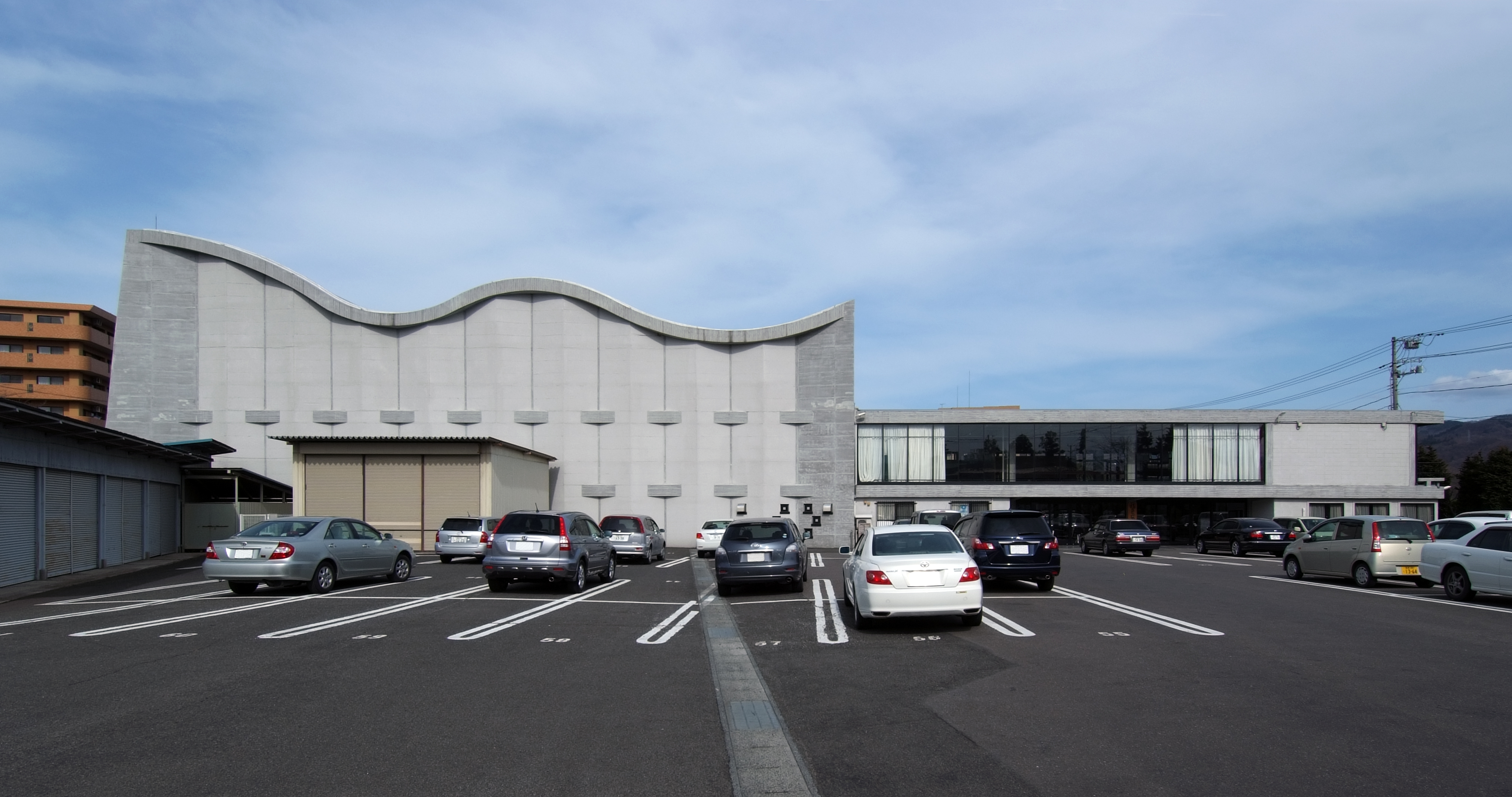
Fukushima Education Center, Fukushima (1956)
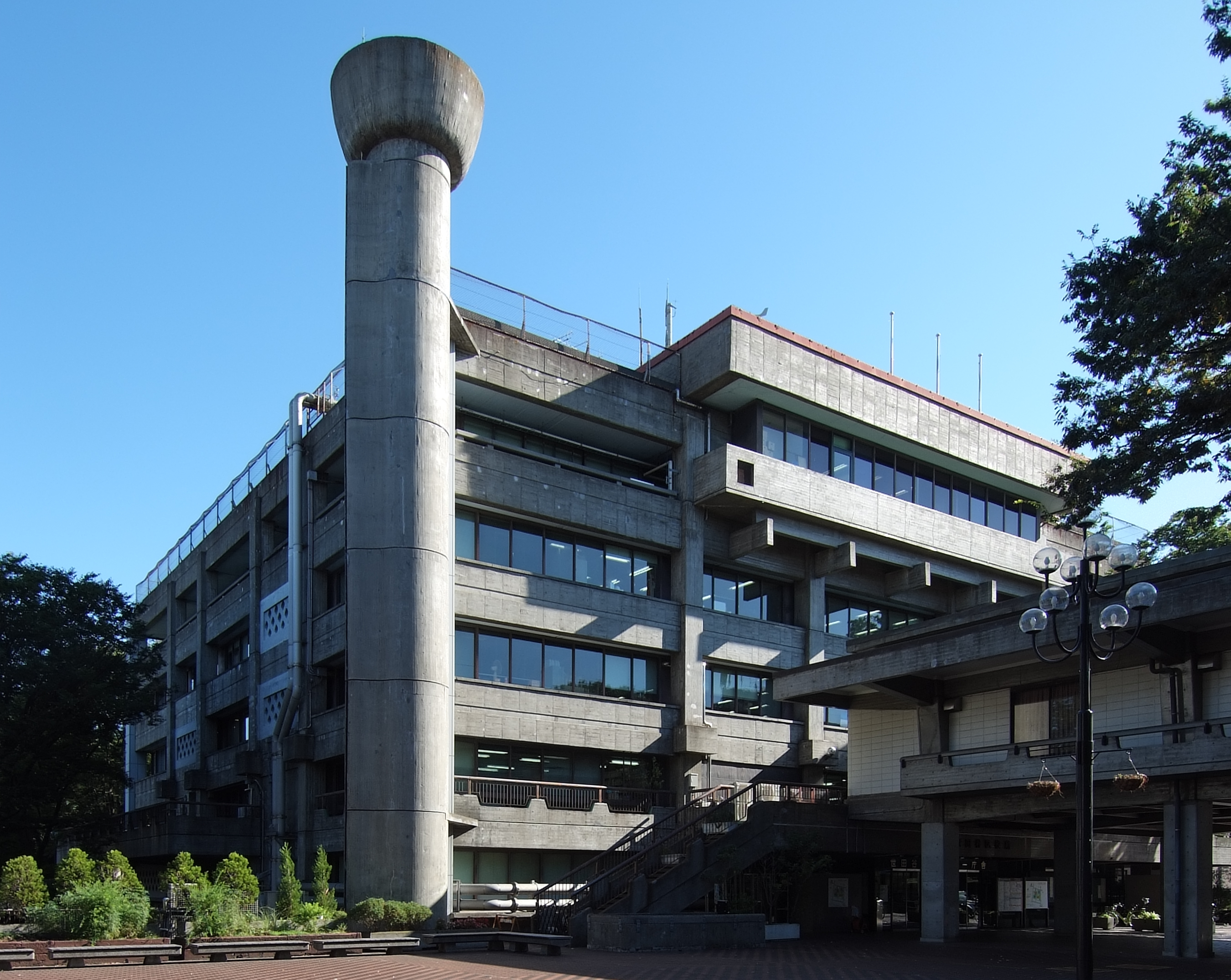
Setagaya Ward Office
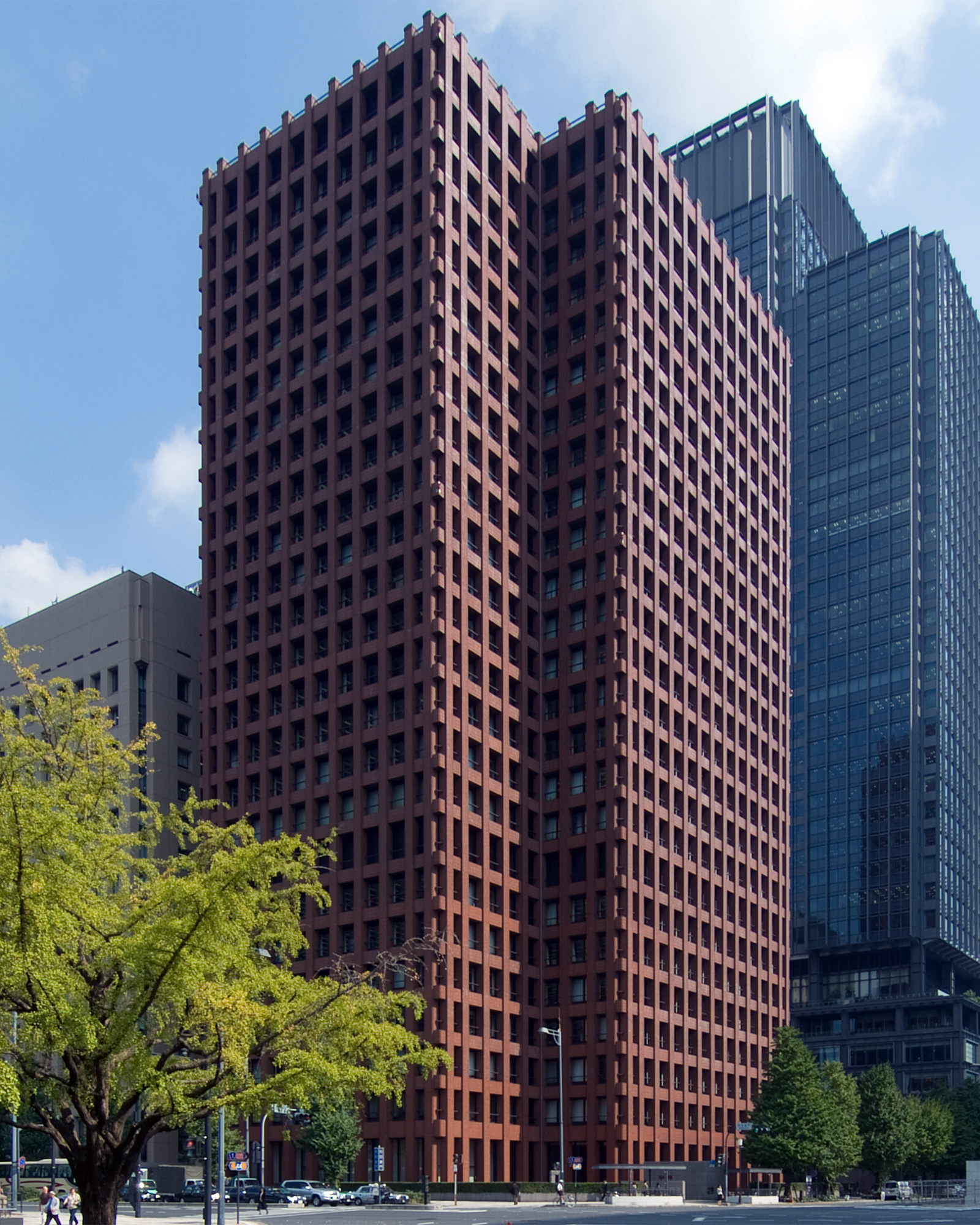
Tokio Marine & Nichido Fire Insurance Head Office (1974)

1. ↑  «Kunio Maekawa, arquiteto japonês de projeção internacional, discípulo de Le Corbusier.». 14 de novembro de 2024. Consultado em 3 de março de 2025
2. ↑   https://archeyes.com/national-museum-western-art-tokyo-le-corbusier/
3. ↑  «Career Case Study #11: Kunio Maekawa (前川 國男)». misfits' architecture (em inglês). 5 de novembro de 2022. Consultado em 3 de março de 2025
4. ↑  «Kunio Maekawa». ArchXDe (em espanhol). Consultado em 3 de março de 2025
5. ↑   https://archeyes.com/tokyo-metropolitan-festival-hall-tokyo-bunka-kaikan-kunio-maekawa/
6. ↑  «Kunio Maekawa». KINFOLK CASE STUDY ROOM (em inglês). Consultado em 3 de março de 2025
7. ↑   https://archxde.com/arquitectos/mayekawa-kunio/